# Metope
Metôpê (grek. Μετωπη) var en najadnymf i grekisk mytologi. Hon bodde i källan i staden Stymfalos i Arkadien (södra Grekland). Hon var dotter till flodguden Ladon.
Metope var gift med flodguden Asopos och fick två söner med honom; Pelasgos och Ismenos, samt tolv döttrar; Korkyra, Salamis, Aigina, Peirene, Kleone, Thebe, Tanagra, Thespeia, Asopis, Sinope, Ornia och Khalkis.